# 한국건축가협회
한국건축가협회는 건축가 양성, 권익보호 및 회원 상호간의 친목을 도모하고, 국제건축가연맹의 가맹기구로서 국가를 대표하며, 건축에 관한 지식, 경험, 정보의 국내외 교류를 통하여 사회공익에 이바지함으로써 건축문화의 건전한 발전과 창달에 기여함을 목적으로 1957년 대한민국에서 창립된 단체이다. 대한민국건축문화제, 대한민국건축대전 등을 주최하고 있다. 1969년 9월 24일 대한민국 문화체육관광부 소관의 사단법인으로 허가되었다. 사무실은 서울특별시 양천구 목동 923-6 대한민국예술인센터에 있다.

## 주요 사업
- 건축가 상호간의 친목 및 복지 증진
- 건축가 직능에 관한 연구 및 지원
- 건축가 계속 교육 및 전문교육에 관련된 사업
- 국제기구 참여 및 국내․외 관련단체와의 협력과 교류(신설)
- 건축에 관한 국내・외의 정보 수집, 보존 및 교류
- 건축에 관한 연구 및 도서발간
- 건축과 관련 산업간의 조율
- 건축문화 창달을 위한 대 사회 홍보 및 참여
- 대한민국건축제 및 건축 관련 행사 개최 등

## 역대 회장
- 1대: 이천승 (1957년 3월 ~ 1959년 2월)
- 2대: 김윤기 (1959년 3월 ~ 1960년 9월)
- 3대: 김재철 (1960년 10월 ~ 1964년 2월)
- 4대: 김희춘 (1964년 3월 ~ 1965년 2월)
- 5대: 송민구 (1965년 3월 ~ 1968년 2월)
- 6대: 배기형 (1968년 3월 ~ 1970년 2월)
- 7대: 엄덕문 (1970년 3월 ~ 1972년 2월)
- 8대: 최창규 (1972년 3월 ~ 1974년 2월)
- 9대: 정인국 (1974년 3월 ~ 1976년 2월)
- 10대: 김수근 (1976년 3월 ~ 1978년 2월)
- 11대: 한정섭 (1978년 3월 ~ 1980년 2월)
- 12대: 이해성 (1980년 3월 ~ 1982년 2월)
- 13대: 이승우 (1982년 3월 ~ 1984년 2월)
- 14대: 나상기 (1984년 3월 ~ 1986년 2월)
- 15대: 유희준 (1986년 3월 ~ 1988년 2월)
- 16대: 김정철 (1988년 3월 ~ 1990년 2월)
- 17대: 윤도근 (1990년 3월 ~ 1992년 2월)
- 18대: 장석웅 (1992년 3월 ~ 1994년 2월)
- 19대: 윤승중 (1994년 3월 ~ 1996년 2월)
- 20대: 강석원 (1996년 3월 ~ 1998년 2월)
- 21대: 김한근 (1998년 3월 ~ 2000년 2월)
- 22대: 황일인 (2000년 3월 ~ 2002년 2월)
- 23대: 오기수 (2002년 3월 ~ 2004년 2월)
- 24대: 윤석우 (2004년 3월 ~ 2006년 2월)
- 25대: 변용 (2006년 3월 ~ 2008년 2월)
- 26대: 김창수 (2008년 3월 ~ 2010년 2월)
- 27대: 이상림 (2010년 3월 ~ 2012년 2월)
- 28대: 이광만 (2012년 3월 ~ 2014년 2월)
- 29대: 한종률 (2014년 3월 ~ 2016년 2월)
- 30대: 배병길 (2016년 3월 ~ 2018년 2월)
- 31대: 강철희 (2018년 3월 ~ 2020년 2월)
- 32대: 박제유 (2020년 3월 ~ 2022년 2월)
- 33대: 천의영 (2022년 3월 ~ 2024년 2월)

## 연혁
1957년 2월 18일 한국건축작가협회 창립
창립회원 : 이천승, 정인국, 김희춘, 김태식, 배기형, 강명구, 엄덕문, 김정수, 박학재, 김중업, 홍순오, 나상진, 이희태, 이명휘 (14인)
1959년 한국건축가협회로 개칭
1961년 '한국건축가협회 뉴스' 출간
1962년 사단법인 한국건축가협회 설립인가  한국예술문화단체총연합회(예총) 가입
1963년 제9차 국제건축가연맹(UIA)에 가입 '한국건축가협회 뉴스'를 '건축가'로 개칭하여 격월로 발행
1975년 UIA 이사국으로 피선(제13차 UIA총회)
1982년 대한민국건축대전 창설(일반공모전, 초대작가전)
1996년 UIA 이사국으로 피선(제19차 UIA 총회) 한국건축문화연표 제작
1999년 건축문화의 해 주관
2006년 대한민국공간문화대상 진행
2008년 건축문화아카데미 진행 한국건축가협회 50년 발간
2010년 E-Newsletter를 월2회 발행
2012년 초대작가전을 올해의 건축가 100인 국제전으로 개칭, 국제건축가연맹(UIA)의 승인하에 진행